# 牛溪 (科羅拉多州)
牛溪（英語：Cattle Creek）是位於美國科羅拉多州加菲爾德縣的一個人口普查指定地區。

## 地理
牛溪的座標為39°28′09″N 107°15′55″W / 39.46917°N 107.26528°W，而該地最高點為海拔高度1840米（即6030英尺）。

## 人口
根據2010年美國人口普查的數據，牛溪的面積為3.36平方千米，均為陸地。當地共有人口641人，而人口密度為每平方千米190人。